# Joanésia
Joanésia é um município brasileiro no interior do estado de Minas Gerais, Região Sudeste do país. Localiza-se no Vale do Rio Doce e pertence ao colar metropolitano do Vale do Aço. Sua população foi estimada em 4 304 habitantes em 2024.
A população do município cultiva agricultura de subsistência, além de criar um pequeno rebanho de gado e avicultura. A cavalgada, que acontece no mês de setembro, é sua maior festa e atrai pessoas de toda a região. No município, que é banhado pelo rio Santo Antônio, está instalada a Usina Hidrelétrica de Porto Estrela.

## História
Os primeiros exploradores a alcançarem a região do atual município de Joanésia vieram através do rio Santo Antônio. Em 1850, observou-se a chegada do coronel da Guarda Nacional Antônio Pereira do Nascimento, enviado ao local com objetivo de proceder o desbravamento da região. O coronel e sua comitiva fundaram um povoamento localizado na barra do chamado córrego da Joanésia, transformado no distrito de Paraíba do Mato Dentro pela lei provincial nº 604, de 21 de maio de 1852, pertencente a Itabira, tendo sua sede mais tarde transferida para a área da atual cidade.
Pela lei provincial nº 2.848, de 25 de outubro de 1881, o então distrito recebeu a denominação de Joanésia, passando a pertencer mais tarde a Santana de Ferros (atual Ferros). Em 17 de dezembro de 1938, mediante o decreto-lei estadual nº 148, foi incorporado a Mesquita, município do qual se emancipou pela lei estadual nº 1.039, de 12 de dezembro de 1953, instalando-se a 1º de janeiro de 1954.

## Geografia
De acordo com a divisão regional vigente desde 2017, instituída pelo IBGE, o município pertence às Regiões Geográficas Intermediária e Imediata de Ipatinga. Até então, com a vigência das divisões em microrregiões e mesorregiões, fazia parte da microrregião de Ipatinga, que por sua vez estava incluída na mesorregião do Vale do Rio Doce.

## Imagens

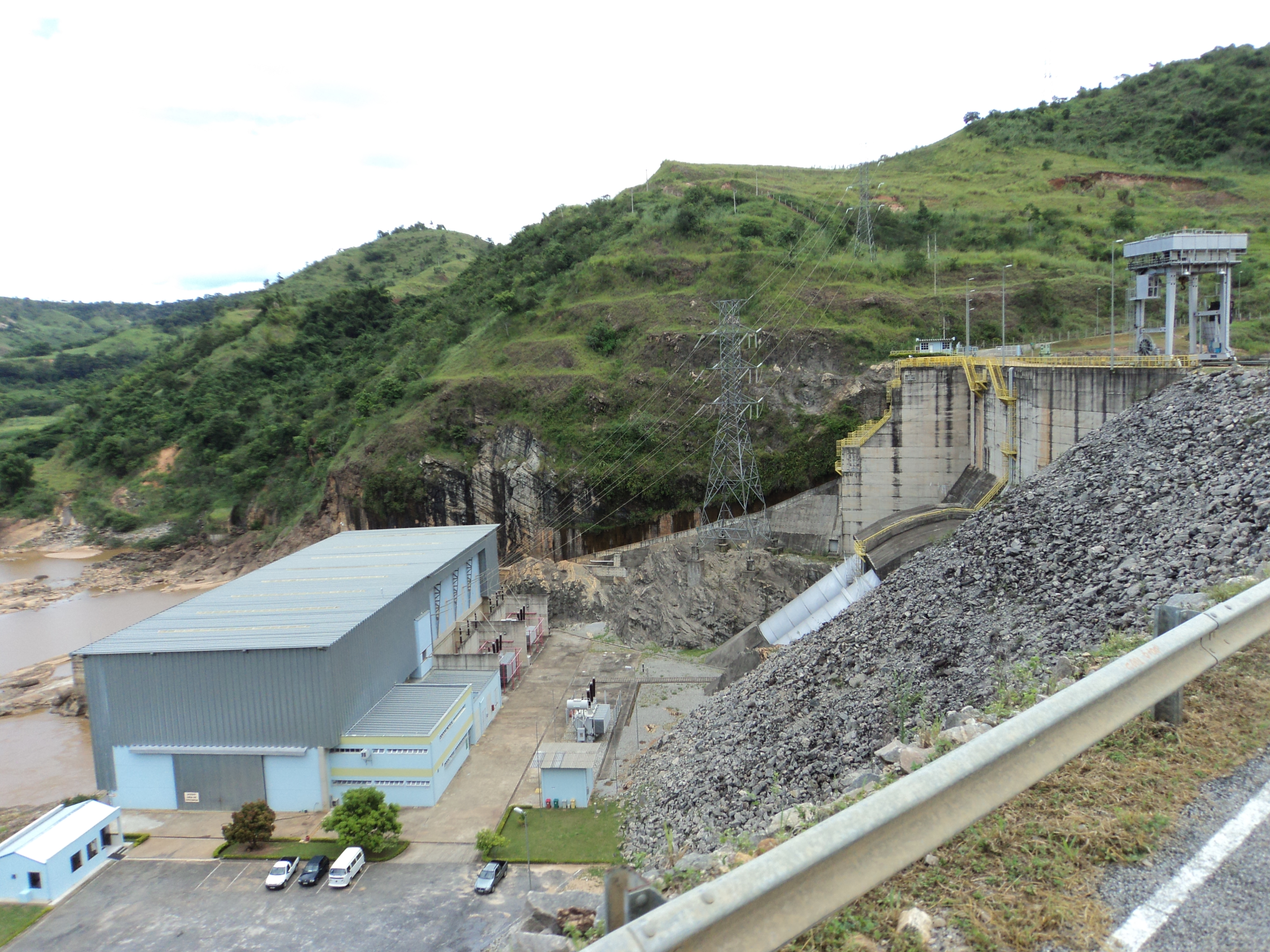
Vista da Usina Hidrelétrica de Porto Estrela
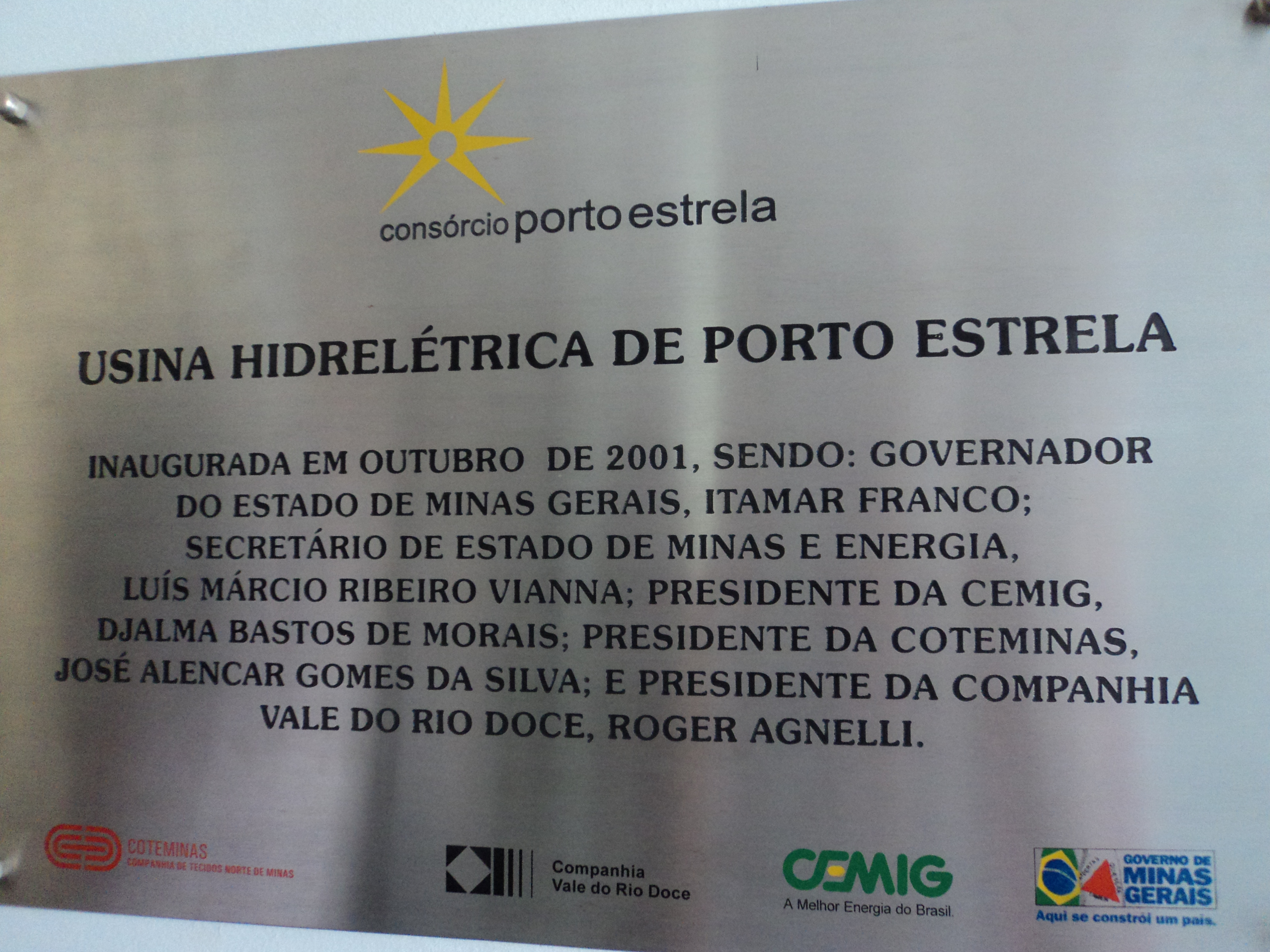
Placa de inauguração da usina
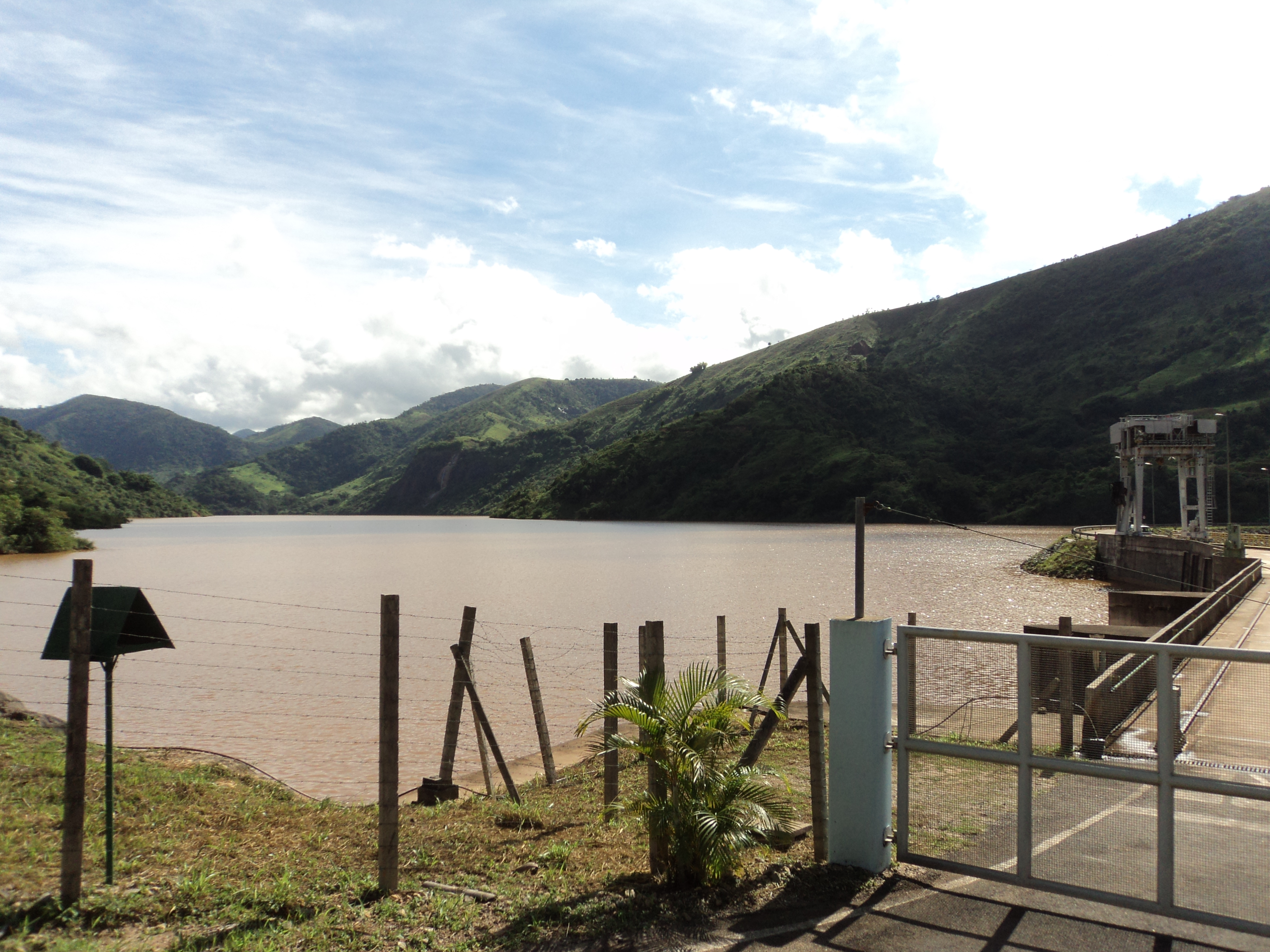
Rio Santo Antônio no reservatório da usina
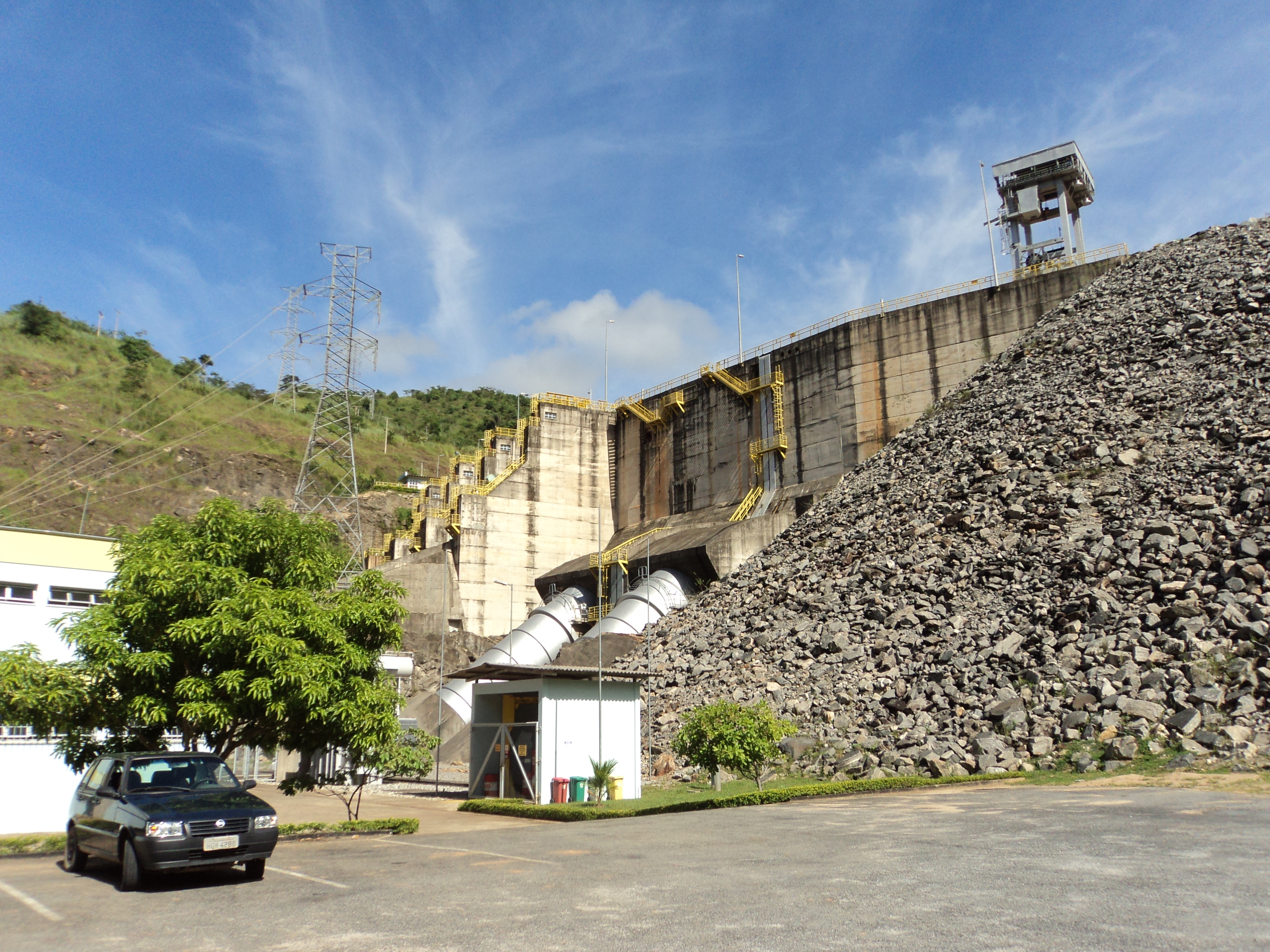
Vista da Barragem